# Marianów (Buszkowice)
Marianów – część wsi Buszkowice w Polsce, położona w województwie świętokrzyskim, w powiecie ostrowieckim, w gminie Ćmielów.
W latach 1975–1998 Marianów administracyjnie należał do województwa kieleckiego.